# Buichi Terasawa
Buichi Terasawa (寺沢 武一, Terasawa Buichi) (Hokkaido, 30 de março de 1955 — ?, 8 de setembro de 2023) foi um mangaká japonês. Seus trabalhos mais conhecidos são Goku Midnight Eye e Cobra.
Morreu em 8 de setembro de 2023, devido a um infarto do miocárdio.